# Мері Елізабет Мастрантоніо
Мері Елізабет Мастрантоніо (англ. Mary Elizabeth Mastrantonio; нар. 17 листопада 1958, Ломбард, Іллінойс, США) — американська акторка.

## Біографія
Мері Елізабет Мастрантоніо народилася 17 листопада 1958 року в місті Ломбард, штат Іллінойс. Батьки: Мері і Френк, італійського походження. Виросла в місті Оук-Парк, штат Іллінойс. Навчалася в Іллінойському університеті.
Знімалася у таких фільмах, як «Обличчя зі шрамом» (1983), «Безодня» (1989), «Робін Гуд: Принц злодіїв» (1991). За роль у фільмі Мартіна Скорсезе «Колір грошей» (1986) була номінована на «Оскар» та «Золотий глобус».
З 1990 року у шлюбі з Петом О'Коннором. Подружжя виховує двох синів: Джека (1992) та Деклана (1997).

## Фільмографія
| Рік       |    | Українська назва                 | Оригінальна назва             | Роль               |
| --------- | -- | -------------------------------- | ----------------------------- | ------------------ |
| 1982      | ф  | Король комедії                   | The King of Comedy            | людина у натовпі   |
| 1983      | ф  | Обличчя зі шрамом                | Scarface                      | Джина Монтана      |
| 1985      | с  |                                  | Mussolini: The Untold Story   | Едда Муссоліні     |
| 1986      | ф  | Колір грошей                     | The Color of Money            | Кармен             |
| 1987      | ф  | Танець смерті                    | Slam Dance                    | Гелен Друд         |
| 1989      | ф  |                                  | The January Man               | Бернадетт Флін     |
| 1989      | ф  | Безодня                          | The Abyss                     | Ліндсі Брігман     |
| 1990      | ф  |                                  | Fools of Fortune              | Маріанна           |
| 1991      | тф | Дядя Ваня                        | Uncle Vanya                   | Єлена              |
| 1991      | ф  | Робін Гуд: Принц злодіїв         | Robin Hood: Prince of Thieves | Меріан Дюбуа       |
| 1991      | ф  | Колективний позов                | Class Action                  | Меггі Ворд         |
| 1992      | ф  | Білі піски                       | White Sands                   | Лейн Бодін         |
| 1992      | ф  | За взаємною згодою               | Consenting Adults             | Прісцилла Паркер   |
| 1995      | ф  | Четвертак                        | Two Bits                      | Луїза Спіріто      |
| 1995      | с  | Фрейзер                          | Frasier                       | Ейлін              |
| 1995      | ф  | Три бажання                      | Three Wishes                  | Джені Голман       |
| 1999      | тф | Захист свідків                   | Witness Protection            | Сінді Беттон       |
| 2000      | ф  | Ідеальний шторм                  | The Perfect Storm             | Лінда Грінлоу      |
| 2001      | ф  | Таблоїд                          | Tabloid                       | Наташа Фокс        |
| 2003      | кф |                                  | Standing Room Only            | Марія              |
| 2004      | тф | Історія Брук Еллісон             | The Brooke Ellison Story      | Джин Еллісон       |
| 2005—2006 | с  | Без сліду                        | Without a Trace               | Енн Кессіді        |
| 2010      | с  | Закон і порядок: Злочинний намір | Law & Order: Criminal Intent  | капітан Зої Каллас |
| 2013      | с  | Блакитна кров                    | Blue Bloods                   | Софія Ланца        |
| 2013—2014 | с  | Заручники                        | Hostages                      | Мері Кінсайд       |
| 2012—2014 | с  | Грімм                            | Grimm                         | Келлі Беркгардт    |
| 2015—2016 | с  | Області темряви                  | Limitless                     | Нес                |
| 2017—2019 | с  | Каратель                         | The Punisher                  | Меріон Джеймс      |
| 2018—2020 | с  | Сліпа зона                       | Blindspot                     | Медлен Берк        |